# (16231) Jessberger
(16231) Jessberger (2000 ES130) – planetoida z pasa głównego asteroid okrążająca Słońce w ciągu 5,45 lat w średniej odległości 3,09 j.a. Odkryta 11 marca 2000 roku.